# Kistormás
Kistormás è un comune dell'Ungheria centro-meridionale di 354 abitanti (dati 2008). È situato nella contea di Tolna.